# Dasytrogus mesopotamicus
Dasytrogus mesopotamicus är en skalbaggsart som beskrevs av Medvedev 1951. Dasytrogus mesopotamicus ingår i släktet Dasytrogus och familjen Melolonthidae. Inga underarter finns listade i Catalogue of Life.